# Idiosoma nigrum
Idiosoma nigrum es una especie de araña migalomorfa del género Idiosoma, familia Idiopidae. Fue descrita científicamente por Main en 1952.
Esta especie habita en Australia Occidental. Las hembras pueden alcanzar una longitud de unos 30 mm, los machos unos 18 mm. Idiosoma nigrum excava madrigueras de hasta 32 cm de profundidad.